# LG Optimus One
Il cellulare LG Optimus One (noto anche come P500 con la sigla data dalla casa produttrice) è uno smartphone che monta di base il sistema operativo Android Froyo 2.2 ed è aggiornabile ufficialmente fino alla versione Android Gingerbread 2.3.3.
Le vendite di questo smartphone iniziarono a metà novembre del 2010, facendolo diventare subito uno dei più venduti nel mercato degli smartphone Android (1 milione di unità vendute in soli 40 giorni), complice il prezzo relativamente basso (collocabile nella fascia dei 200 euro, arrivati poi a poco più di 100). A metà dicembre del 2010 risultavano venduti già 2 milioni di esemplari in tutto il mondo, con 1,3 milioni di esemplari venduti nel Nord America, 450.000 esemplari venduti in Sud Corea, 200.000 esemplari venduti in Europa e 50.000 esemplari venduti in Asia.

## Caratteristiche tecniche principali
Esso possiede un processore ARM V6 a 600 MHz, uno schermo da 3.2 pollici di tipo capacitivo multi-touch e 200 MB di memoria interna (espandibili con memoria esterna MicroSD fino a 32GB).
Con la fotocamera da 3 megapixel si possono scattare foto e condividerle direttamente sui siti di Social Networking di Internet.
A livello di connettività, questo telefonino supporta la maggior parte delle reti, tra cui HSDPA a 7.2 Mbps, Wi-Fi (classi b/g), Bluetooth 2.1 e A-GPS.

### Adobe Flash Player
Il telefonino LG Optimus One non integra l'applicazione Adobe Flash Player per visualizzare le animazioni Flash di Adobe, poiché come descritto sul sito di Adobe, il processore minimo supportato in Android è l'ARM V7, mentre il processore dell'Optimus One è della famiglia ARM V6.

## Galleria d'immagini

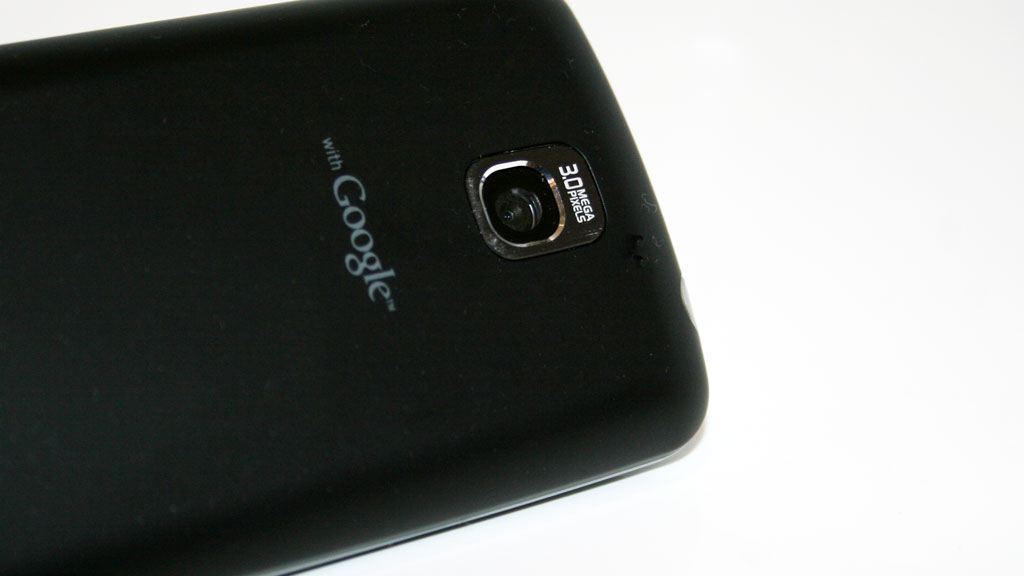
LG P500 Optimus One - Fotocamera
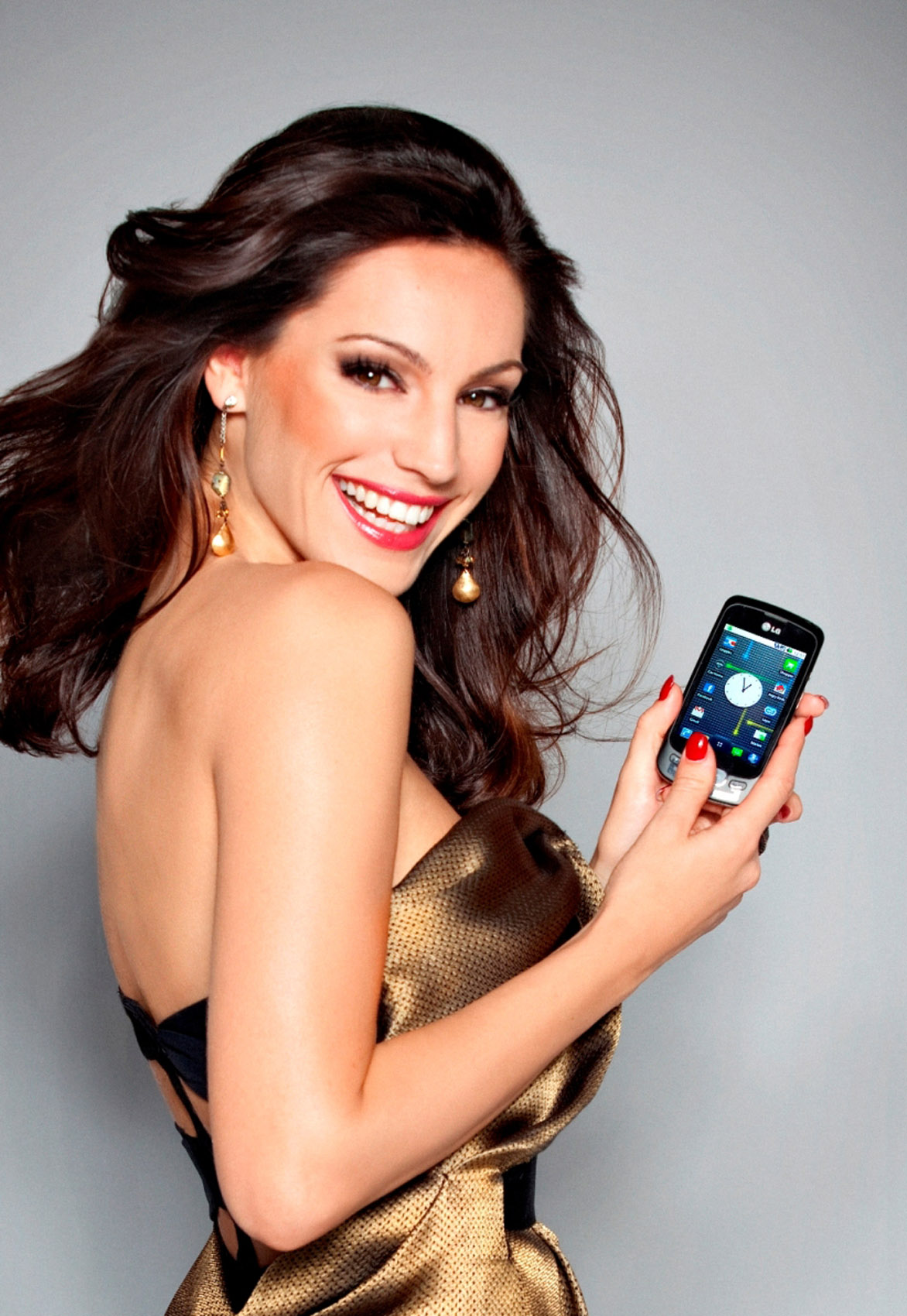
Kelly Brook testimonial nel 2010 dell'LG P500 Optimus One

## Aggiornamenti ufficiali del firmware
- V10e - 15 marzo 2011 (Android 2.2.2) No brand[5]
- V10d - 15 marzo 2011 (Android 2.2.2) Vodafone[6]

Le modifiche effettuate da LG sui firmware sono state:
1. Implementata la piattaforma Android versione 2.2.2 (risolto il problema di SMS inviati al destinatario errato)
2. Migliorata la stabilità generale del software
3. Abilitata la funzione JIT
4. Risolti alcuni problemi di connessione con PC-Suite IV
5. Applicata una patch per evitare la disconnessione della MicroSD

- V20c - 6 luglio 2011 (Android 2.3.3) No brand[7]

Il 6 luglio del 2011 è stato distribuito un primo aggiornamento del firmware ad Android 2.3.3 Gingerbread:
1. Sistema operativo aggiornato ad Android 2.3.3 Gingerbread
2. Risoluzione problema di “picco CPU 100%” al primo sfioramento del Touch
3. Eliminazione applicazioni: Facebook per LG, Layar, Netlog, Twitter per LG
4. Eliminazione lingua russa e coreana

Questa versione del firmware risulta affetta da un fastidioso bug. Passando da un operatore in roaming al proprio operatore, mentre il telefono è in standby, si blocca la navigazione attraverso la rete mobile. Il problema per sua natura affligge solo i clienti H3G (3 Italia). Il suddetto bug sembra essere stato risolto definitivamente con la versione V20G del firmware.
- V20b - 11 agosto 2011 (Android 2.3.3) TIM[8]
- V20d - 11 agosto 2011 (Android 2.3.3) Vodafone[9]

Le migliorie apportate dai due aggiornamenti sono le stesse e sono:
1. Aggiornamento del sistema operativo alla versione Gingerbread 2.3.3
2. Eliminazione delle applicazioni Layar, Facebook for LG, Twitter for LG e Netlog per ovviare a problemi di memoria

- V20g - 19 settembre 2011 (Android 2.3.3) No Brand[10]
- V20e - 12 dicembre 2011 (Android 2.3.3) Wind[11]

Secondo quanto annunciato da LG le migliorie sono le seguenti:
1. Applicate le più recenti patch di sicurezza Google
2. Implementata la versione baseband AMSS6150
3. Allineate le icone di attivazione rapida nel menu a tendina
4. Risolto un problema di roaming dati con SIM H3G
5. Risolto il reset delle impostazioni della tastiera dopo che il telefono rimaneva spento a lungo

## Aggiornamenti non ufficiali del firmware
Visto il grande successo dello smartphone, anche dopo la fine delle release ufficiali dell'aggiornamento del sistema operativo Android da parte di LG, sono stati distribuiti su Internet diverse Rom non ufficiali, che portano il sistema operativo Android all'ultima versione e con maggiori personalizzazioni.
Tra le più note abbiamo:
- CyanogenMod 7.2 basata su Android 2.3.3 Gingerbread[14][15]
- CyanogenMod 9 Kang basata su Android 4.0.4 Ice Cream Sandwich[16][17]
- Paranoid Android 3.15 basata su Android 4.2.2 Jelly Bean[18]
- CyanogenMod 11 non ufficiale basata su Android 4.4 KitKat[19][20]

## Trucchi / Suggerimenti
- Per conoscere l'indirizzo MAC del proprio telefonino LG Optimus One, bisogna aprire il menu "Impostazioni", selezionare la voce "Info sul telefono" e selezionare la voce "Stato". Quasi alla fine dell'elenco è presente la voce "Indirizzo MAC Wi-Fi".
- Per conoscere il codice IMEI del proprio telefonino LG Optimus One, basta semplicemente digitare il codice "*#06#" (senza i doppi apici) sul tastierino numerico del telefonino. Inoltre tale codice viene riportato anche sulla confezione di vendita, e all'interno del vano batteria proprio sotto la batteria. Il seguente procedimento è compatibile con tutti i cellulari e smartphone in commercio.
- Nel telefonino LG Optimus One esiste un menu nascosto per visualizzare le informazioni statistiche del telefonino, quali informazioni aggiuntive sul telefonino, informazioni sull'uso della batteria e tempo residuo di ricarica e statistiche di utilizzo. Per accedere al suddetto menu, basta digitare il codice "*#*#4636#*#*" (senza i doppi apici) sul tastierino numerico del telefonino.
- Nel telefonino LG Optimus One esiste un menu nascosto creato da LG, ovvero una sorta di menù di servizio per variare alcune opzioni e per effettuare dei test sul telefonino. Per accedere al suddetto menù nascosto, basta digitare il codice "3845#*500#" (senza i doppi apici) sul tastierino numerico del telefonino.
- Per modificare lo User agent del browser di default di Android in un telefonino LG Optimus One, si deve innanzitutto andare nella barra degli indirizzi del browser Internet predefinito, digitare "about:debug" (senza i doppi apici) e premere il tasto di invio (ovvero il tasto freccia situato alla destra della barra degli indirizzi). Aprire il menù "Altro" e selezionare la voce "Impostazioni". Alla fine del menù si trova la voce "UAString", selezionarla e in seguito selezionare la voce "Desktop". Per ritornare alla modalità mobile, il procedimento andrà rifatto daccapo, però nell'ultimo passaggio bisogna selezionare la voce "Android".